# 比格施塔特
比格施塔特（德語：Bürgstadt，發音：[ˈbʏʁkˌʃtat]）是德国巴伐利亚州下弗兰肯行政区米尔滕贝格县的市镇，面积17.38平方千米，2023年12月31日人口为4,266人。